# Нисио (род)
Нисио (яп. 西尾氏 Нисио-си) — японский самурайский род . Существовал с периода Сэнгоку по период Эдо.

## История
Клан Нисио происходит от клана Кира (линия Сэйва-Гэндзи). Кира Ёсицугу (1530—1606), сын Киры Мотихиро (ум. 1539), последовательно служил Оде Нобунаге, Тоётоми Хидэёси и Токугаве Иэясу. Он первым принял фамилию «Нисио». В период Эдо род Нисио, наследственные вассалы клана Токугава, был квалифицирован как один из кланов фудай-даймё .
Нисио Ёсицугу получил во владение Хараити-хан с доходом 12 000 коку в провинции Мусаси в 1602 году. Его приёмный сын, Нисио Таданага (1584—1620), в 1616 году был переведен в Сирои-хан в провинции Кодзукэ с доходом 20 000 коку, а в 1618 году получил во владение Цутиура-хан в провинции Хитати с доходом 20 000 коку.
Нисио Тадатэру (1613—1654), старший сын Таданаги, в 1620 году стал 2-м даймё Цутиура-хана, а в 1649 году был переведен в Танака-хан в провинции Суруга с доходом 25 000 коку. Его сын и преемник, Нисио Таданари (1653—1713), 2-й даймё Танака-хана (1654—1679), в 1679 году был переведен в Коморо-хан в провинции Синано, а в 1682 году получил во владение Ёкосука-хан в провинции Тотоми с доходом 25 000 коку. Потомки Нисио Таданари управлял княжеством Ёкосука до Реставрации Мэйдзи в 1868 году. Последним (8-м) даймё Ёкосука-хана был Нисио Тадаацу (1850—1910), правивший в 1861—1868 годах.
После Реставрации Мэйдзи Нисио Тадаацу был переведен во вновь созданный Ханабуса-хан в провинции Ава (1868—1871), позднее ему был пожаловал титул виконта (сисяку) в новой японской аристократической иерархии (кадзоку).